# مافیایی
«مافیایی» (ایتالیایی: Mafioso) یک کمدی سیاه از سینمای ایتالیا به کارگردانی آلبرتو لاتوادا است که در سال ۱۹۶۲ میلادی منتشر شد.
ستارهٔ فیلم، آلبرتو سوردی، در نقش مدیر یک کارخانه در طی سفری به زادگاهش در سیسیل توسط مافیا ترور می‌شود. جایزهٔ بهترین فیلم در جشنواره فیلم سن‌سباستین به این اثر سینمایی، اهدا شد.